# Magnetawan River
Magnetawan River är ett vattendrag i Kanada.   Det ligger i provinsen Ontario, i den sydöstra delen av landet, 400 km väster om huvudstaden Ottawa.
I omgivningarna runt Magnetawan River växer i huvudsak blandskog. Trakten runt Magnetawan River är nära nog obefolkad, med mindre än två invånare per kvadratkilometer.